# Lijst van paleizen in Roemenië
Dit is een lijst van paleizen in Roemenië. De meeste zijn door de Roemeense minister van Cultuur uitgeroepen tot historisch monument.

## Banaat
- Barokpaleis (Palatul Baroc), Timișoara
- Palatul Comunității de Avere, Caransebeș
- Cultuurpaleis (Palatul Cultural), Reșița
- Dauerbachpaleis (Palatul Dauerbach), Timișoara
- Dejanpaleis (Palatul Dejan), Timișoara
- Palatul Dicasterial, Timișoara
- Palatul Episcopal romano-catolic, Timișoara
- Palatul Fondului de Pensii, Timișoara
- Korongypaleis (Palatul Korongy), Caransebeș
- Lloydpaleis (Palatul Lloyd), Timișoara
- Löfflerpaleis (Palatul Löffler), Timișoara
- Szechenyi (Palatul Szechenyi), Timișoara

## Boekarest
- Crețulescupaleis (Palatul Crețulescu)
- Parlementspaleis (Palatul Parlamentului)

## Crișana en Maramureș
- Administratiepaleis (Palatul Administrativ), Arad
- Financiële Administratiepaleis (Palatul Administrației Financiare), Arad
- Andrenyipaleis (Palatul Andrenyi), Arad
- Paleis van de Nationale Banken (Palatul Băncii Naționale), Arad
- Bohușpaleis (Palatul Bohuș), Arad
- Cenadpaleis (Palatul Cenad), Arad
- Paleis van de Kinderen (Palatul Copiilor), Arad
- Cultuurpaleis (Palatul Cultural), Arad
- Herman Gyulapaleis (Palatul Herman Gyula), Arad
- Paleis van Justitie (Palatul Justiției), Arad
- Kovácspaleis (Palatul Kovács), Arad
- Neumannpaleis (Palatul Neumann), Arad
- Servisch Paleis (Palatul Sârbesc), Arad
- Schulkovschypaleis (Palatul Schulkovschy), Pâncota
- Suciupaleis (Palatul Suciu), Arad
- Szantaypaleis (Palatul Szantay), Arad
- Tribunaalspaleis (Palatul Tribunei), Arad

## Dobroedzja
- Palatul Arhiepiscopiei Tomisului, Constanța
- Palatul Comisiunii Europene a Dunării de Jos, Tulcea
- Palatul Pașei de la Tulcea, Tulcea

## Moldavië
- Administratiepaleis (Palatul Administrativ), Bacău
- Administratiepaleis (Palatul Administrativ), Galați
- Alexandru Ioan Cuzapaleis (Palatul Alexandru Ioan Cuza), Ruginoasa
- Cultuurpaleis (nu universiteit), Iași
- Herenpaleis (Palatul Domnesc) (ruïne), Cotnari
- Herenpaleis (Palatul Domnesc) (ruïne), Suceava
- Herenpaleis (Palatul Domnesc), Iași
- Palatul Domnitorului Alexandru Ioan Cuza, Iași
- Palatul Braunstein, Iași
- Palatul Calimachi, Iași
- Palatul Cantacuzino-Pașcanu, Iași
- Palatul Cnejilor (ruïne), Ceahlău, Neamț
- Palatul Comisiei Europene a Dunării, Galați
- Palatul Egumenesc, Florești, Vaslui
- Palatul Episcopal, Galați
- Palatul Episcopal, Huși
- Palatul Episcopal, Roman, Neamț
- Palatul Familiei Cantacuzino-Pașcanu, Pașcani
- Palatul Ghika-Comănești, Comănești
- Palatul Grigore Sturza, Iași
- Palatul de vară a lui Ioniță Sandu Sturza, Iași
- Palatul de Justiție, Botoșani
- Palatul de Justiție, Galați
- Palatul Justiției, Vaslui
- Palatul Mihai Sturza, Iași
- Palatul Mitropolitan, Iași
- Palatul Neuschotz, Iași
- Palatul "Pentru Femei" (ruïne), Iași
- Palatul Poștei, Galați
- Palatul Roset-Roznovanu, Iași
- Palatul Știrbei, Dărmănești
- Palatul Telefoanelor, Iași
- Palatul de pe Ziduri, Iași
- Palat, Tazlău, Neamț

## Oltenië
- Palatul Administrativ, Craiova
- Palatul Banca Comerțului, Craiova
- Palatul Constantin Mihail, Craiova
- Palatul Cultural "Theodor Costescu", Drobeta Turnu Severin
- Palatul Domnesc, Romanii de Jos, Vâlcea- Horezu
- Palatul Domnesc, Strehaia
- Palatul Episcopal, Râmnicu Vâlcea
- Palatul Finanțelor, Târgu Jiu
- Palatul de Justiție, Craiova
- Palatul Marincu, Calafat
- Palatul Mitropolitan, Craiova
- Palatul Pleșa, Obârșia de Câmp, Mehedinți

## Transsylvanië
- Paleis Bánffy, Cluj-Napoca
- Paleis Brukenthal, Sibiu

## Walachië
- Kasteel Peleș